# Munidopsis crassa
Munidopsis crassa is een tienpotigensoort uit de familie van de Munidopsidae. De wetenschappelijke naam van de soort is voor het eerst geldig gepubliceerd in 1885 door Smith.